# Cúpula de Soltania
A Cúpula da Soltania ou Cúpula da Taça (em árabe: قبة السلطانية) é o mausoléu dos oito sultões do Ilcanato, construída entre 1302 e 1312 na antiga cidade de Soltaniyah (a capital das tribos mongóis do Império Mogol). O qual está localizado na província de Zanjan, no noroeste do Irã. Foi incluído na Lista do Patrimônio Mundial da UNESCO em julho de 2005.
O centro magnético de Soltania dentre as várias ruínas é o Mausoléu de ilcã Oljeitu também conhecido como Maomé Codabandé, tradicionalmente conhecida como a Cúpula da Soltania em Soltania cidade, na província de Zanjã.

## Descrição

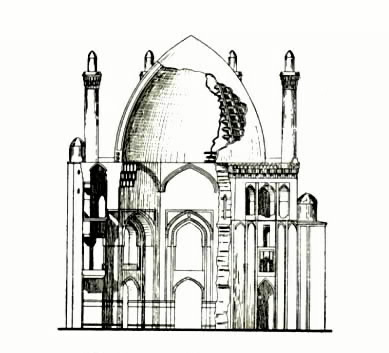

A estrutura construída a partir de 1302 até 1312, tem a mais antiga cúpula de dupla camada do Irã. A imagem da construção é atribuída à Dieulafoy, mas disputada por André Godard. Godard acredita se tratar de um espetacularmente grande cúpula, com uma pele fina na parte superior, para a faiança, mas de maneira nenhuma uma cúpula dupla. A sua importância no mundo Muçulmano pode ser comparada com a arquitetura da cúpula Cristã de Brunelleschi. Ele é um dos maiores cúpulas de tijolos do mundo, no limite teórico em engenharia para uma cúpula de tijolos e o terceiro maior cúpula do mundo, após as cúpulas da Catedral de Florença e da da basílica de Santa Sofia. A Cúpula da Soltania, abriu o caminho para o estilo mais ousado Iraniano de construções de cúpula no mundo Muçulmano, como o Mausoléu de Khoja Ahmed Yasawi e o Taj Mahal. Grande parte da sua decoração exterior foi perdida, mas o interior conserva excelentes mosaicos, faiança, e murais.
As pessoas têm descrito a arquitetura do prédio como "antecipando o Taj Mahal."
A cúpula de 200 toneladas é suportada a 49 metros (161 pés) de altura a partir de sua base, e está atualmente passando por uma ampla reforma.

## Representação na cultura
Este edifício notável foi terminado pelo príncipe Mongol Oljeitu em 1313. A cúpula ovoide, de cerca de 33 metros de altura, repousa sobre uma alta construção octogonal e está fechado num anel de oito minaretes, que se erguem para os cantos do parapeito octógono. As paredes são cor de rosa, minaretes turquesa ao invés disso eles eram originalmente. Da mesma cor são os trevos perfis de lápis-lazúli, que brilho ao longo da base da cúpula. Localizado no meio da planície do deserto, estritamente de casebres de barro, este mausoléu gigantesco é um testamento para a virilidade d'Ásia Central, que, sob o comando de Seljúcidas, Mongóis e Timúridas produziu as obras mais inspiradas da arquitetura persa. É claro, a visão aqui é puramente a frente: é o protótipo do Taj Mahal e muitos outros edifícios religiosos. Mas ainda exala força e serenidade, enquanto seus descendentes estão confinados a sofisticação dramática. Possui a audácia da invenção autêntica; enfeites são sacrificados com a ideia e o resultado, apesar de possíveis imperfeições que representa o triunfo das limitações técnicas. A grande arquitetura é, em grande parte, desse tipo. Isto lembra Brunelleschi— . Robert Byron, A Estrada para Oxiana

## Galeria de fotos

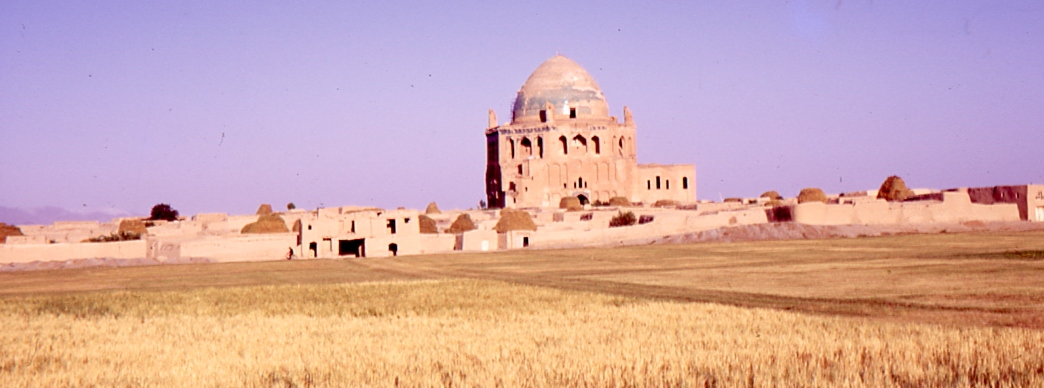
Aldeia de Soltania e cúpula em 1969
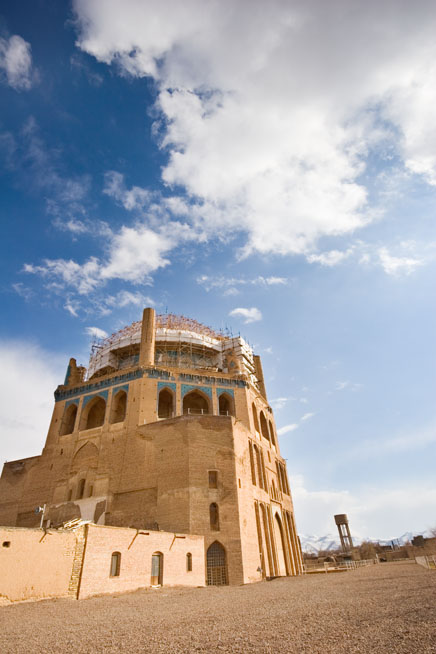
A estrutura da Cúpula de Soltania e os seus 6 minaretes estão sendo restaurados pelo  ICHTO do Irão
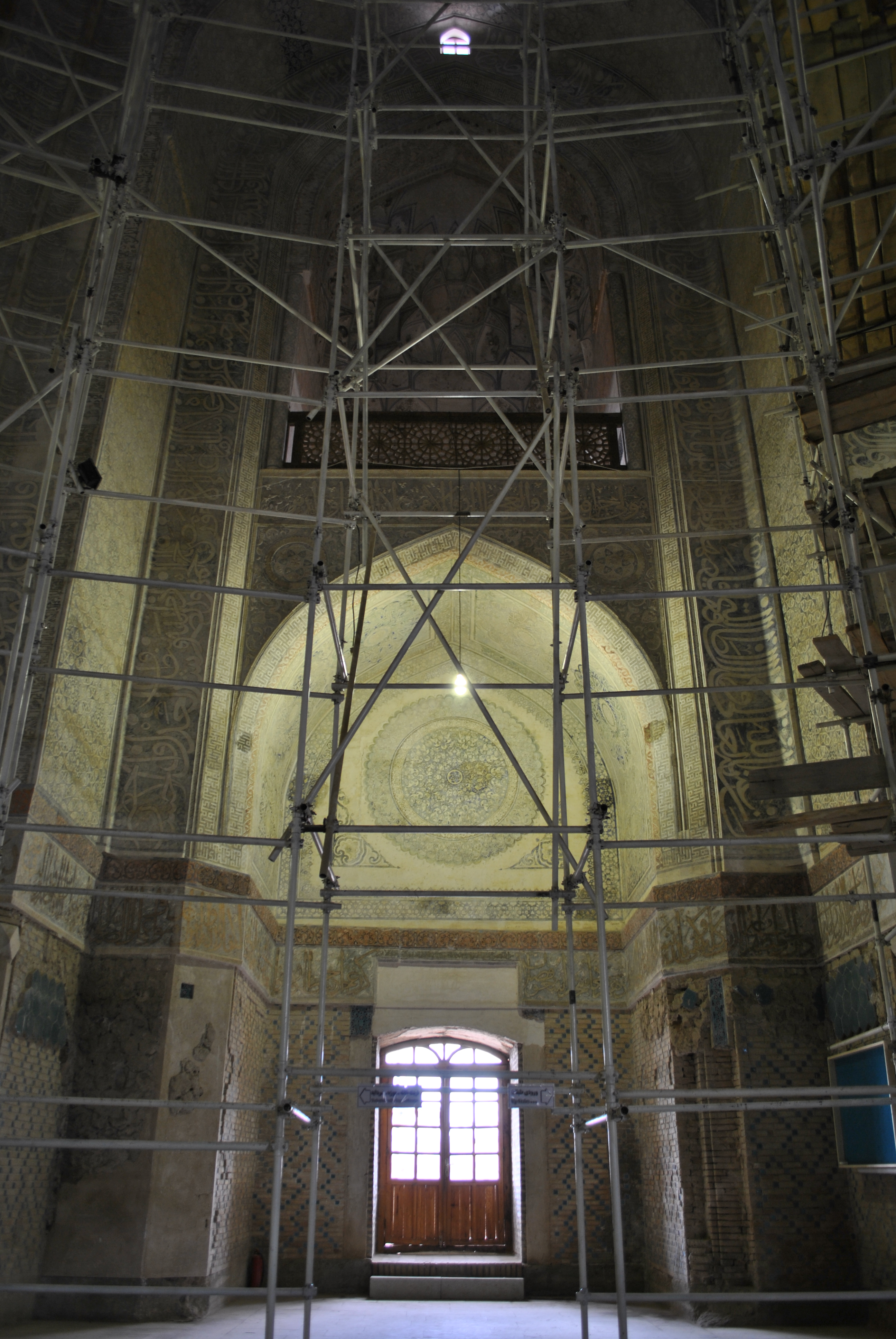
Uma grande reconstrução por dentro
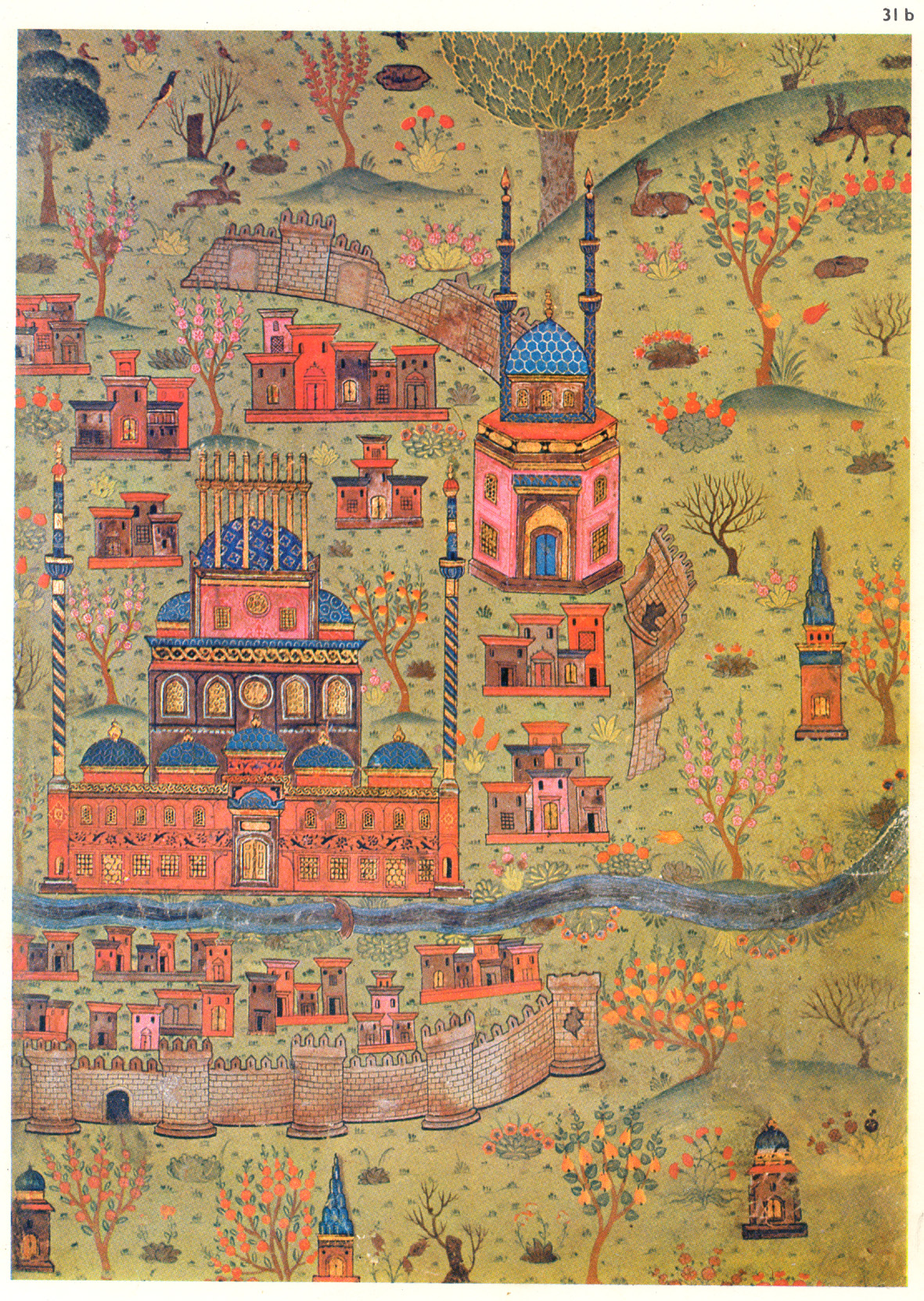
Mapa da cidade Soltania no século XVI
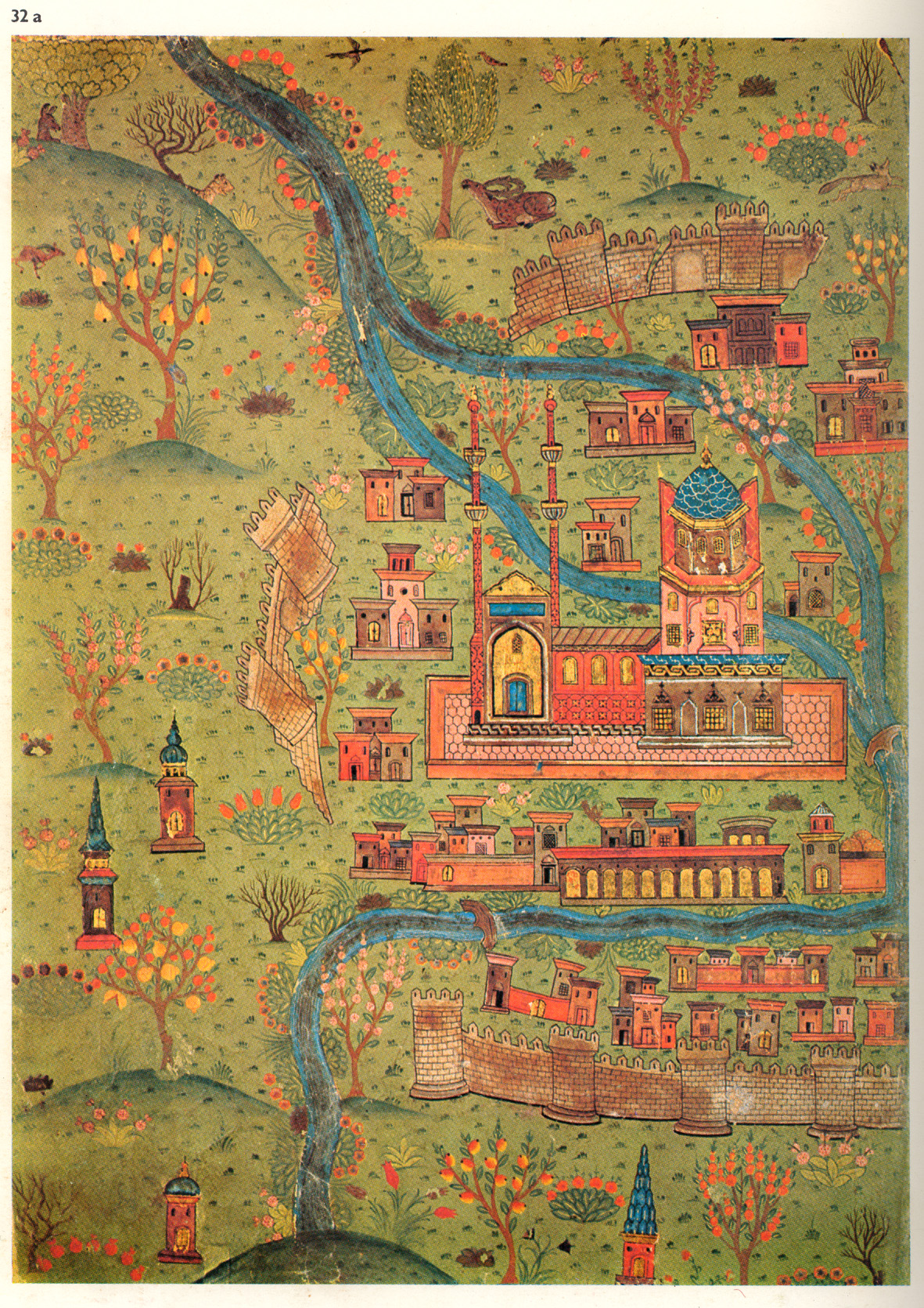
Mapa da cidade Soltania no século XVI
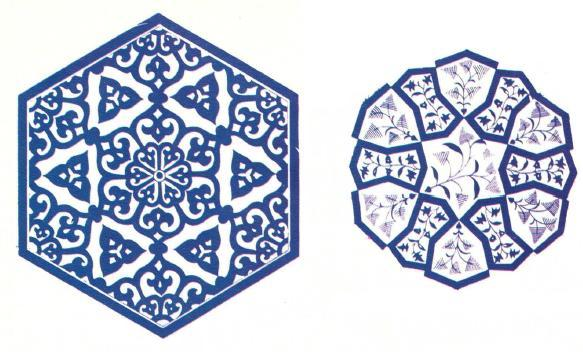
Modelo da decoração da Cúpula
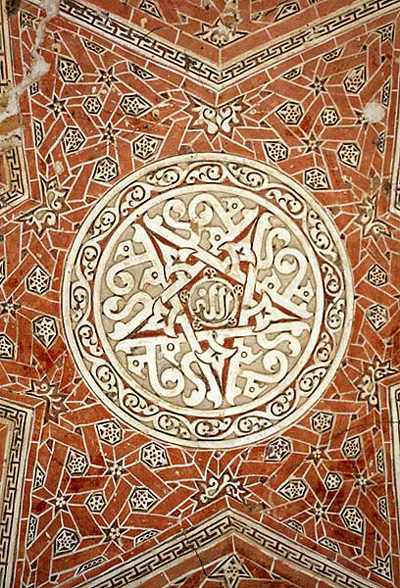
Vista interior
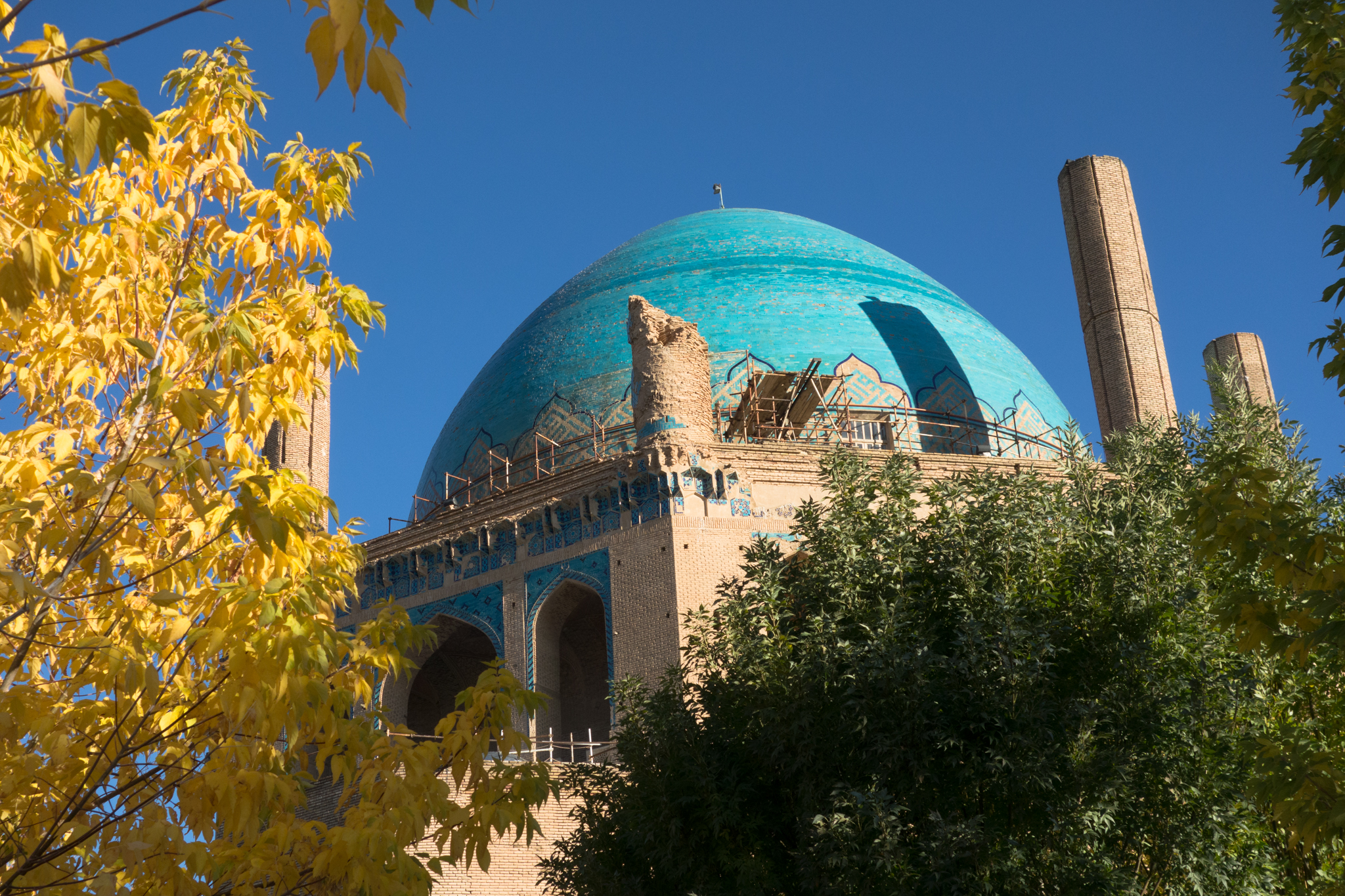
Queda da Cúpula de Soltanieh em 2014